# Lepthyphantes patulus
Lepthyphantes patulus är en spindelart som beskrevs av George Hazelwood Locket 1968. Lepthyphantes patulus ingår i släktet Lepthyphantes och familjen täckvävarspindlar.
Artens utbredningsområde är Angola. Inga underarter finns listade i Catalogue of Life.